# Crystal Dunn
Crystal Dunn, född den 3 juli 1992, är en amerikansk fotbollsspelare som spelar för Portland Thorns i USA. Tidigare spelade hon bland annat i engelska Chelsea LFC.
Dunn ingick i USA:s lag under Olympiska sommarspelen 2016 och gjorde mål i gruppspelsmatchen mot Colombia. Hon representerade också USA i VM i Frankrike 2019.
Dunn gifte sig med Pierre Soubrier i december 2018.